# Sautoir

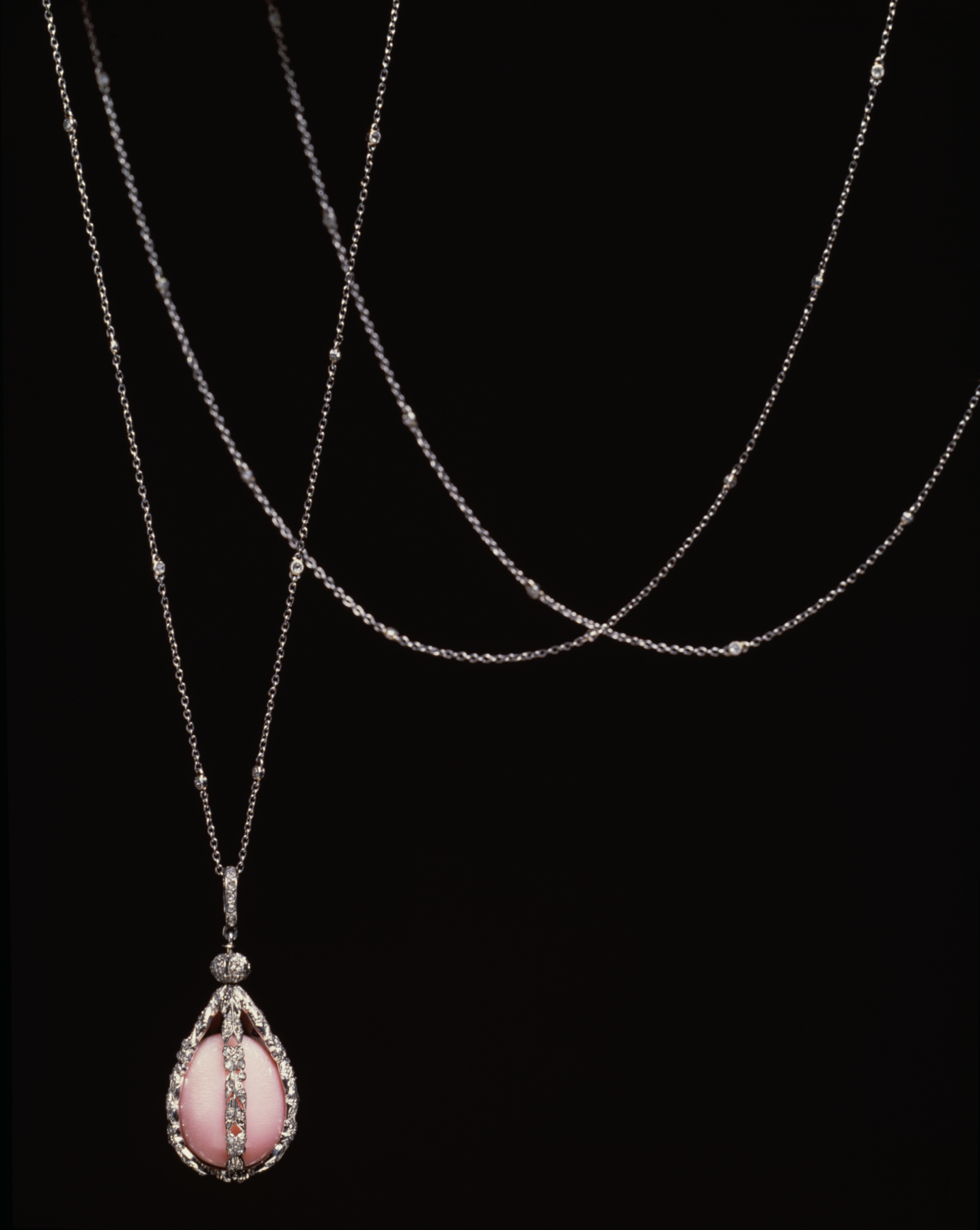
Platynowy sautoir z różową perłą conch i brylantami firmy Tiffany, około 1900-1910 rok

Sautoirⓘ (fr. wymowa \so.twaʁ\) – typ bardzo długiego naszyjnika zakończonego zawieszką lub chwostem albo bardzo długiego łańcuszka z wbudowanymi w równych odstępach, powtarzającymi się dekoracjami.

## Historia i współczesność
Ten rodzaj naszyjnika był szczególnie popularny w latach dwudziestych XX wieku, aczkolwiek naszyjniki spełniające kryteria współczesnego sautoir były spotykane już we wcześniejszych okresach historii. Na początku XX wieku zdecydowanie najbardziej popularnymi naszyjnikami tego typu były tkane lub skręcane sznury pereł zakończone chwostem, tym niemniej w okresie art déco istniała szeroka gama wzorów.
Ten rodzaj naszyjników spopularyzowała Coco Chanel, która często nosiła sautoir z pereł z chwostem lub inne modele sautoir w formie łańcucha, zakończone np. dużym medalionem. Dom mody Chanel w dalszym ciągu projektuje i sprzedaje naszyjniki sautoir, oddając w ten sposób hołd legendarnej projektantce mody.
W odmienionej formie, bez chwostów i zawieszek, sautoir był również jedną z najbardziej charakterystycznych ozdób jubilerskich z końca lat 60. i początku lat 70. XX wieku, gdy hippisi nawlekali koraliki czy muszelki na długie nici, a jubilerzy zaczęli oferować w sprzedaży drogocenne odpowiedniki tych naszyjników, czyli bardzo długie łańcuszki z wkomponowanymi w nie w równych odstępach dekoracjami. Przykładem mogą być naszyjniki „Alhambra” firmy Van Cleef & Arpels, z czterolistną koniczyną jako powtarzającym się elementem ozdobnym, które po raz pierwszy pojawiły się w sprzedaży w 1968 roku.
Właścicielką imponującego platynowego sautoir z 52-karatowym birmańskim szafirem, dodatkowo inkrustowanym mniejszymi szafirami i brylantami, firmy jubilerskiej Bulgari, była Elizabeth Taylor. Aktorka otrzymała naszyjnik od męża Richarda Burtona na 40. urodziny w 1972 roku. W 2011 roku na aukcji sautoir został odkupiony przez Bulgari do kolekcji reprezentującej dziedzictwo firmy.
Moda na naszyjniki sautoir powróciła wraz z modą na sukienki z odkrytymi plecami.

## Opis
Nazwa naszyjnika pochodzi z języka francuskiego. Sautoir oznacza bardzo długi naszyjnik, sięgający do talii lub nawet poniżej. Mógł być on wykonany z pereł lub korali albo w formie łańcucha. U dołu był zakończony ozdobną zawieszką z pojedynczego dużego kamienia, frędzlami albo chwostem. Mógł być noszony na różne sposoby, nie zawsze z przodu.
Francuski naszyjnik sautoir ma nieco ponad 120 cm długości, często jednak bywa krótszy (od 70 do 90 cm). Sautoir mógł też mieć formę sznura, bez zapięcia, który okręcało się wokół szyi lub zawiązywało na nim węzeł. W takim przypadku końce zwieńczone były zwykle chwostami.

## Sposoby noszenia

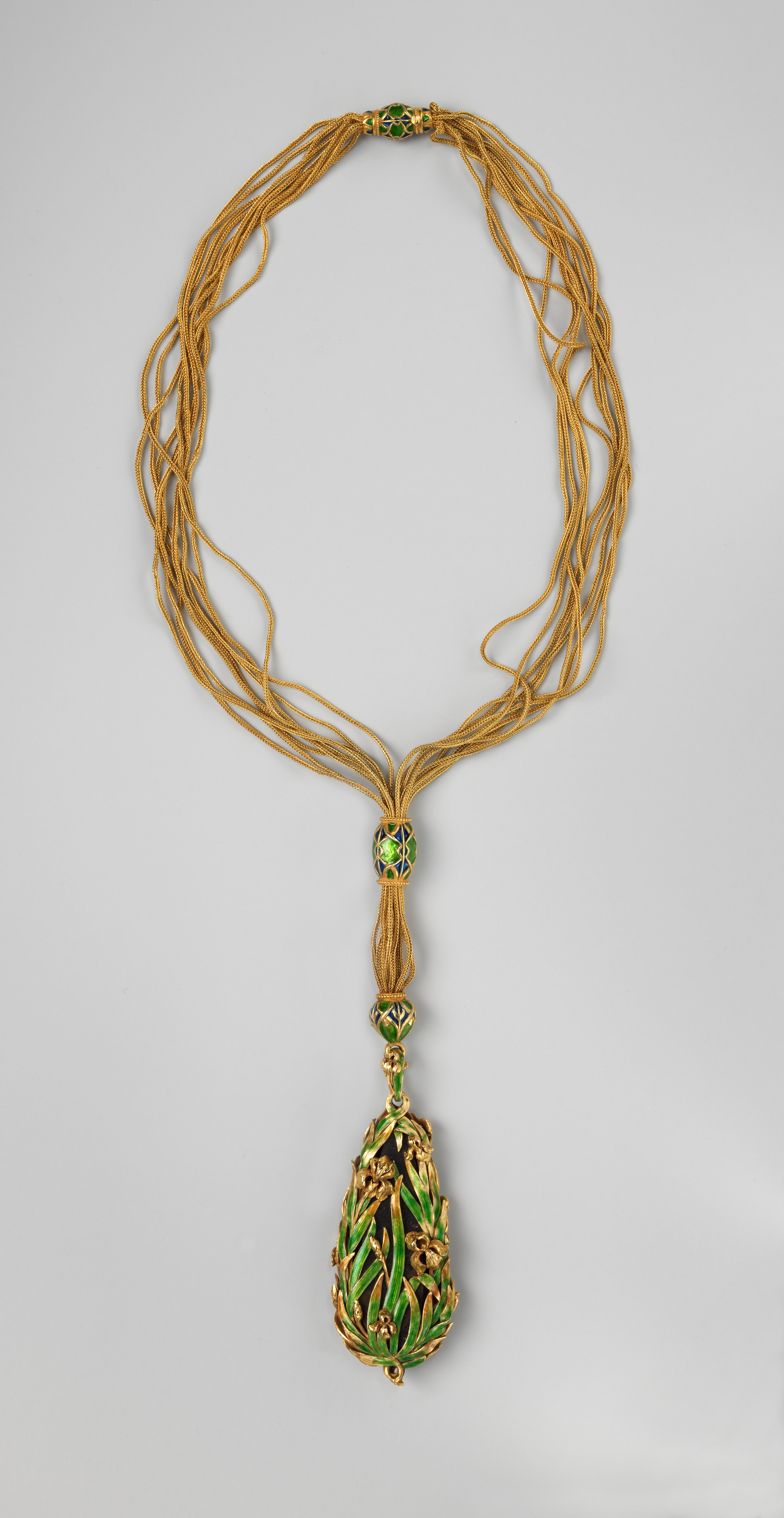
Złoty sautoir z czarnym opalem otoczony emaliowanymi płatkami i listkami irysów firmy Marcus & Co. z około 1908 roku

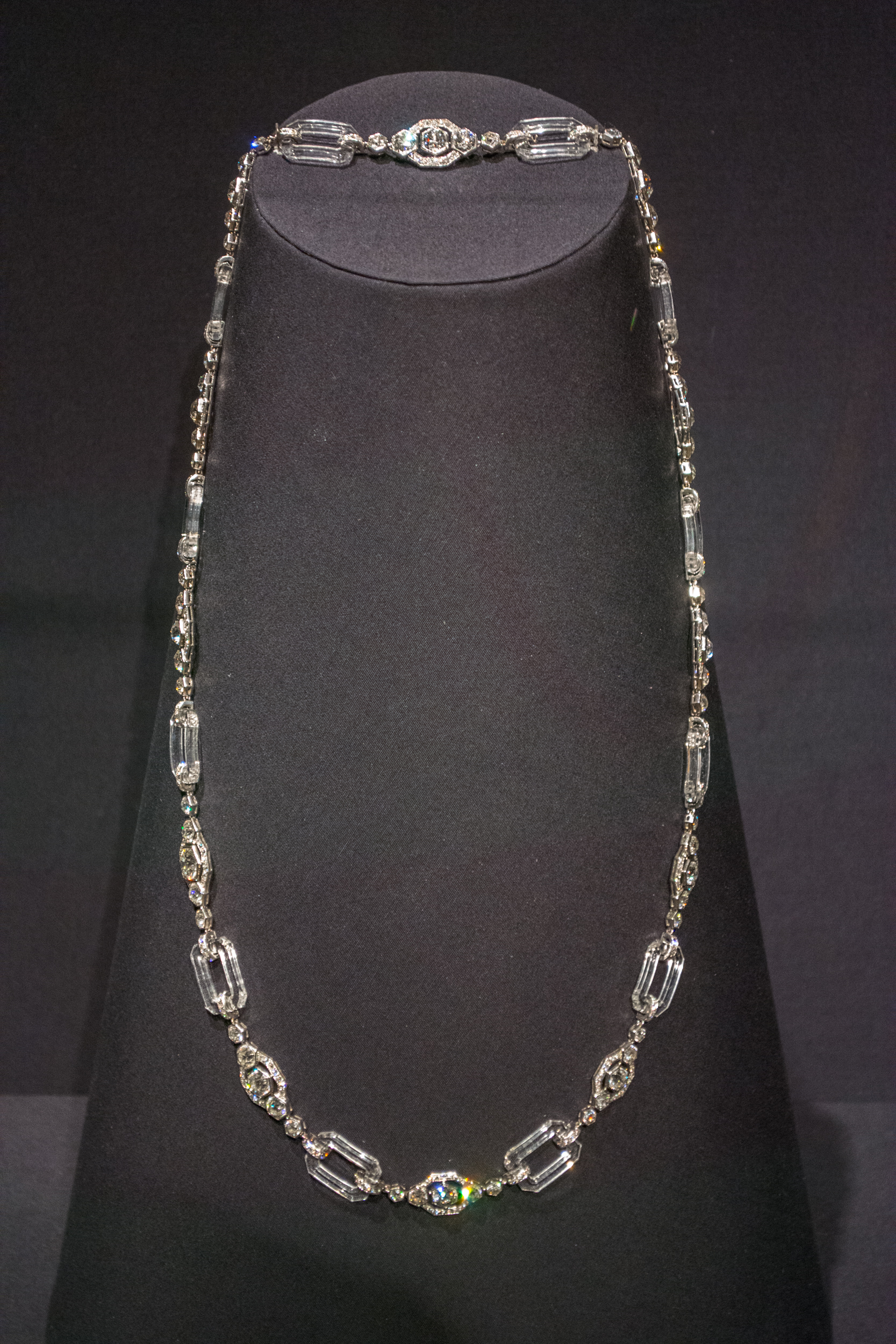
Platynowy sautoir z brylantami i górskimi kryształami firmy Chaumet, 1920-1925

Naszyjnik sautoir pozwala na różnorodne wykorzystanie go do ozdoby ubioru. Może być zakładany tak do dziennej, jak i wieczorowej kreacji.
W przypadku sukni z odkrytymi plecami tradycyjnie sautoir był noszony na ramionach i przerzucony do tyłu, aby zwisał na środku gołych pleców, sięgając do ich połowy.
Można go dwu- lub trzykrotnie okręcić dookoła szyi albo nosić łącznie z naszyjnikiem-obrożą w tym samym stylu. Długi sautoir bywa też łączony z dwoma krótszymi naszyjnikami w tym samym stylu, ale o różnej długości, krótkim i średnio długim, tworząc całość, tzw. sautoir a la parure.
Innym sposobem wykorzystania naszyjnika sautoir było kilkakrotne okręcenie go dookoła nadgarstka, co imitowało bransoletkę. Można było również wpiąć go we włosy jako ozdobę fryzury. Naszyjniki sautoir w postaci długich sznurów bez zapięcia były zaś wielokrotnie okręcane wokół szyi, a ich końce wolno zwisały po obu jej stronach.
Długi sautoir mógł zostać przypięty broszką po jednej stronie sukni w formie opadającej linii albo zostać wetknięty za pasek spódnicy.
Czasami sautoir wykorzystywano do zawieszenia zegarka kieszonkowego, małej damskiej torebeczki lub miniaturowej lornetki. Często te dodatki były stylistycznie dopasowane do naszyjnika.